# ジャレコ
株式会社ジャレコ（JALECO LTD.）は、かつて存在した日本のゲーム開発会社。

## 概要

### 旧：ジャレコ
1974年10月3日、株式会社ジャパンレジャーとして東京都渋谷区で創業。創業者は金沢義秋（1945年11月12日 - ）。1983年4月1日に株式会社ジャレコに社名変更。
ハドソン、ナムコ、タイトー、コナミ、カプコンとともにファミリーコンピュータの初期サードパーティー6社の一角で、任天堂はこれら6社を優遇していた。
1988年3月にコーポレートアイデンティティを導入した。国際科学技術博覧会でシンボルマークをデザインした田中一光によるもので、三本の波線が入ったロゴとなっている。この波線は「エンタテインメント」「テクノロジー」「クリエイティビティ」を表している。なお、2004年に社名を「PCCW Japan」からジャレコに戻してからはロゴが度々変更されたが、シティコネクションが権利を取得してからのジャレコ関連製品は波線ロゴを使用している。
かつてはアーケードゲームの開発販売やアミューズメント施設「ギャレッソ」「you&you」の運営、一般家庭向けのビアサーバー、JAQNOブランドでのアクアリウム用品も製造販売しており、最盛期には世田谷区新町（国道246号線沿い）に直営店「MIZUKUSA倶楽部」を構えていた。これらはいずれも現在は撤退、業務移管済みである。
2000年8月10日に香港のパシフィック・センチュリー・サイバーワークス（PCCW, 電訊盈科）がジャレコを買収したことを発表し、2000年11月1日に社名を「パシフィック・センチュリー・サイバーワークス・ジャパン株式会社」（略称：PCCW Japan）に変更した。
2004年1月26日にゲーム事業を中核事業に据えていることを明確にする目的で、「株式会社ジャレコ」に社名を戻した。2005年には、主要株主が香港のPCCWからSandringham Fund SPC Limited（サンドリンガム）に変更。

### ジャレコ（2代目）
2006年7月3日付けで、従来の株式会社ジャレコ（初代、旧ジャレコ）がゲーム事業について会社分割（簡易分割）を行い、「2代目」株式会社ジャレコ(代表取締役社長 本杉進也)を新設。旧ジャレコは株式会社ジャレコ・ホールディングに社名変更して、持株会社制へ移行。なお、ジャレコ・ホールディングは、引き続きJASDAQに上場（銘柄コード:7954）した。また、ジャレコ・ホールディングの経営陣は、旧武富士、旧ライブドア関係者が多数集結しており、不動産業、金融業（証券、FX取引）といった投資関係の業務がメインだった。
ジャレコ・ホールディングではシティコネクション社長の吉川延宏に買収を持ちかけ、吉川は資金調達に動いたが金融機関からは取引NGの企業とみなされており頓挫した。
2009年1月15日、早期経営改善が見込めないことからジャレコの全株式が1円でジャレコ・ホールディングから提携先のゲームヤロウ株式会社に売却され、ゲームヤロウの完全子会社となった。この際、ジャレコ・ホールディングは、ジャレコに対する貸付金16億9000万円のうち9億9000万円を放棄している。つまり、ゲームヤロウはジャレコの7億円の負債を引き継ぐ代わりに名目上1円で全株式を購入したという事である。なお、ジャレコ・ホールディングはその後の2009年4月、EMCOMホールディングスに社名変更している。
2013年には事実上の事業停止状態となる。公式ウェブサイトも閉鎖。
2014年5月21日、親会社であるゲームヤロウが、東京地方裁判所において破産手続き開始。負債総額は約22億4000万円と報道されている。これに伴いジャレコは名実共に消滅した。

### 現在の動向
2013年夏ごろ、ゲームヤロウの経営立て直しを手伝っていたシティコネクションが報酬の代わりとしてジャレコの知的財産権を継承。その後、シティコネクションが他社にライセンスを貸与する形で、ジャレコIPタイトルの家庭用ゲーム機・スマートフォンのアプリケーションなどへの移植が行われている。
ゲームの仕様書など会社の資料は埼玉県の倉庫に保管しており、シティコネクションが倉庫を引き継いでいる。

## 沿革

### 旧：ジャレコ
- 1974年10月 - 「株式会社ジャパンレジャー」として創業（現法人とは別会社。現：EMCOMホールディングス）。資本金300万円。アミューズメント機器の取扱い商社として営業を開始。
- 1977年 - アミューズメント機器のメーカーとして商品開発、生産を開始。
- 1983年4月1日 - 株式会社ジャレコに社名変更[1]。
- 1985年 - 任天堂ファミリーコンピュータ用ゲームソフトを開発し、販売を開始。その後、1990年（平成2年）にゲームボーイ用、1991年（平成3年）にはスーパーファミコン用ソフトを開発・販売を開始。
- 1988年9月 - 株式を社団法人日本証券業協会へ店頭銘柄として登録。
- 2000年11月 - 香港パシフィック・センチュリー・サイバーワークス（PCCW）が株式の約80パーセント強を取得し、社名をパシフィック・センチュリー・サイバーワークス・ジャパン株式会社（PCCW Japan）に変更[3][4]。PCCW Japan名義のブランド名でゲームソフトを販売。
- 2003年 - 本社を六本木ファーストビルに移転。
- 2004年1月 - 社名を株式会社ジャレコに戻す[5][6]。
- 2005年 - 主要株主がPCCWから英 Sandringham Fund SPC Limited に変更。赤字の事業を閉鎖し、ゲーム部門の大リストラを行う。その後、日本中央地所の買収による完全子会社化、買収先の投資会社の意向で投資ファンド的な業務形態に事業転換。
- 2006年 - オンラインゲーム事業への進出を発表。6月、株式会社パンタ・レイ証券を完全子会社化、証券業への参入。

### ジャレコ（2代目）
- 2006年7月3日 - 持株会社体制へ移行。（旧）株式会社ジャレコは株式会社ジャレコ・ホールディングに社名変更し、ゲーム事業は会社分割で新設した株式会社ジャレコ（現法人）に移管。
- 2006年8月 - 親会社は赤坂DSビルに、株式会社ジャレコは市谷中央ビルに移転。
- 2007年12月 - モバイルゲーム事業の社内開発チーム解散。
- 2008年 - 株式会社ジャレコが赤坂DSビルに移転、オンラインゲーム事業からは撤退。
- 2009年1月 - 株式会社ジャレコがゲームヤロウ株式会社の完全子会社となる。
- 2012年1月 - バーチャルコンソール、ゲームアーカイブス向けのライセンスをハムスターに提供。
- 2013年春 - 事実上の事業停止。
- 2013年夏 - シティコネクションへ全ゲームタイトルの版権を譲渡。
- 2014年5月 - 親会社であるゲームヤロウ破産に伴い、名実ともに消滅。

## 業務用（アーケード）ゲーム作品
- スペースコンバット 『スペースインベーダー』のコピーゲーム。この時代にテレビゲームに参入した会社は、『ブロックくずし』からの参入が圧倒的に多いが、同社はインベーダーからである。
- アーガス
- アイドル雀士スーチーパイシリーズ
- ARM CHAMPS
- E.D.F.
- 伊賀忍術伝 五神の書
- VS雀士ブランニュースターズ
- エクセリオン
- エクセライザー
- F-1グランプリスター
- F-1グランプリスター2
- F-1スーパーバトル
- オーバーレブ
- キャプテンフラッグ
- 銀河任侠伝
- ゲーム天国
- サイキック5
- サイバトラー
- ザ・ロードオブキング
- シスコヒート
- シティコネクション
- スカッドハンマー
- ステッピングステージ
- ソルダム
- 武田信玄
- ディー・デー
- テトリスプラス
- 天聖龍
- トップローラー
- ドリームオーディション
- ノーティボーイ
- 早押しクイズ王座決定戦
- バルトリック
- ビッグラン
- P-47
- P-47 ACES
- ファンタズム
- フィールドコンバット
- フォーメーションZ
- VJ
- ぶたさん
- プラスアルファ
- ブループリント
- ベストバウトボクシング
- ポップフレーマー
- 魔魁伝説
- モモコ120%
- USA ICE HOCKEY in FC
- 妖精物語ロッドランド
- 流星雀士キララ☆スター
- ルー大柴&細川ふみえ 早押しクイズグランドチャンピオン大会
- レイブマスター
- 64番街
- ロックントレッド
- ロックンメガセッション

## 家庭用（コンシューマ）ゲーム作品
- アーガス
- アイドル雀士スーチーパイシリーズ
  - アイドル雀士R 雀ぐる★プロジェクト（2002年）PlayStation 2
  - 美少女雀士スーチーパイ（1993年）スーパーファミコン
  - アイドル雀士スーチーパイ II Limited（1996年）PlayStation
  - アイドル雀士スーチーパイ III Remix（2007年）PlayStation Portable
  - アイドル雀士　スーチーパイ IV（2007年）PlayStation 2
  - アイドル雀士スーチーパイ Limited（1995年）PlayStation
  - アイドル雀士をつくっちゃおう（1999年）ドリームキャスト
- 怒りの要塞
- 怒りの要塞2
- 宇宙船コスモキャリア
- うる星やつら ラムのウェディングベル
- エクセリオン
- エスパ冒険隊 魔王の砦
- 黄金の絆（2009年）Wii
- 落っことしパズル とんじゃん!?
- おとなのギャル雀2 〜恋して倍満!〜（2005年）PlayStation 2
- おとなのギャル雀 〜きみにハネ満!〜（2003年）PlayStation 2
- OPTIONチューニングカーバトル2（1999年）PlayStation
- かわいいペットショップ物語3（2002年）ゲームボーイアドバンス
- きんぎょ注意報!とびだせ!ゲーム学園
- GUNばれ!ゲーム天国（1998年）PlayStation
- CARRIER（2000年）ドリームキャスト
- キングダムアンダーファイア 〜ザ・クルセイダーズ〜（2005年） Xbox
- Get'虫倶楽部 みんなの昆虫大図鑑（1999年） ゲームボーイカラー
- ゲーム天国
- 高速機動隊〜World Super Police〜（2005年） PlayStation 2
- GOAL!!
- 西遊記ワールド
- 西遊記ワールドII 天上界の魔神
- ザ・ロードオブキング
- シティコネクション
- 真・爆走デコトラ伝説 〜天下統一頂上決戦〜
- シーバス1-2-3 DESTINY!運命を変える者!（2000年） PlayStation
- じゃじゃ丸Jr.伝承記〜ジャレコレもあり候〜（2004年）ゲームボーイアドバンス
- スイートレガシー
- ステッピングセレクション
- SLAM DRAGON（1996年）PlayStation
- 全国デコトラ祭り
- TurfWind '96（1996年）PlayStation
- DOUBLE HEADER 燃えろ!! プロ野球 '95（1995年）PlayStation
- ダライアスR
- ちゅ〜かな雀士 てんほー牌娘 Remix
- チージィー（1997年）PlayStation
- 中国占星術
- チョップリフター
- Tから始まる物語
- つるピカハゲ丸めざせ!つるセコの証
- DEAD DANCE
- テトリスプラス
- 寺尾のどすこい大相撲
- 伝説の騎士エルロンド
- 闘魂倶楽部
- ドラゴンシーズ 最終進化形態
- ドリームオーディション
- 忍者じゃじゃ丸くんシリーズ
  - 忍者じゃじゃ丸くん 鬼斬忍法帖（1997年）PlayStation
  - 元祖じゃじゃ丸くん（1999年）ワンダースワン
- ネプリーグDS
- 超!!ネプリーグDS
- 眠れない夜とパズルの日には…。
- バイオ戦士DAN インクリーザーとの闘い
- 爆走兄弟レッツ&ゴー!! エターナルウィングス
- バトル昆虫伝
- バトルユニットZEOTH
- バニシングレーサー
- 早押しクイズ王座決定戦
- ヒーロー集合!! ピンボールパーティ
- PIZZA POP!
- ビッグラン
- ピンボールクエスト
- ファイヤー・ファイティング
- ファンタステップ
- ファンタズム
- フーリガン〜君のなかの勇気〜
- フィールドコンバット
- フォーメーションZ
- ふしぎなブロビー ブロバニアの危機
- ぷちぷちウイルス
- プラズマ・ボール
- マジックジョン
- マニアックマンション
- ミシシッピー殺人事件
- ミニ四駆爆走兄弟レッツ&ゴー!! WGPハイパーヒート
- めざせ!トッププロ グリーンに賭ける夢
- メタルフレーム サイバスター
- 燃えろ!!柔道WARRIORS
- 燃えろ!!ジュニアバスケット ツーオンツー
- 燃えろ!!プロサッカー
- 燃えろ!!プロテニス
- 燃えろ!!プロ野球シリーズ
- モンティのどきどき大脱走
- 妖怪倶楽部
- らじかるぼんばー!! 地雷くん
- ラッシング・ビートシリーズ
  - ラッシング・ビート
  - ラッシング・ビート乱 複製都市
  - ラッシング・ビート修羅
- レイジングブレス ～降魔黙示録～（2002年）PlayStation 2 ※『ラッシングビート』を3D化したようなゲーム
- ロイヤルコンクエスト
- ロックンメガステージ
- ワイズマンズワールド

## オンラインゲーム作品
- ノーステイル

## モバイルゲーム作品
- アーガス
- アイドル雀士スーチーパイ
- アイドル雀士スーチーパイII
- アイドル雀士スーチーパイ・ミルキーの野望
- アントニオ猪木VSジャレコ
- エクセリオン
- おとなのギャル雀・貴女の国士無双
- クロスファイブ
- ゲーム天国
- ごーじゃすだいやるんば!
- 高速機動隊 新東京壊滅作戦
- 三國フィールドコンバット
- しずくびゅーてぃほー
- シティコネクション
- シティコネクション・ロケット
- 人類は一本の塔に想いを込めた…。
- 大爆発!ジャレコ爆弾ピンボール
- だいやるんば!
- 高田家のワスレモノ
- 天空の禁忌
- 夏目理緒の萌えプロ
- 夏目理緒のスイカ爆弾ファイト!
- 忍者じゃじゃ丸くん
- 忍者じゃじゃ丸くん・大乱舞
- 忍者じゃじゃ丸くん・乱舞
- 眠れない夜とパズルの日には…。
- ヒーローの星
- BIGRUN -砂漠の冒険レーサーズ
- フォーメーションZ
- ぶたさん
- プラスベータ
- 魔王が墜ちる日
- 魔王が墜ちる日II
- 燃えろ!!完全試合
- 燃えろ!!バントホームラン
- 燃えろ!!プロ野球
- モモコの火星ボウリング〜ラ・マーズカップ〜
- モモコ1200%
- ローライダー